# Réarrangement de Favorskii
Ne doit pas être confondu avec Réaction de Favorskii.
Le réarrangement de Favorskii, du nom du chimiste russe Alexei Yevgrafovich Favorskii (en), consiste principalement en un réarrangement de cyclopropanones et de cétones alpha-halogénées conduisant à des dérivés d'acide carboxylique. Dans le cas des cétones alpha-halogénées cycliques, le réarrangement de Favorskii entraîne une réduction de la taille du cycle. Ce réarrangement nécessite la présence d'une base : on utilise parfois un hydroxyde, le produit est alors un acide carboxylique ; on peut également utiliser un alcoolate ou une amine, le produit étant alors respectivement un ester ou un amide.  Dans le cas des cétones halogénées sur les deux positions alpha, il y a élimination de HX et il se forme une énone α,β-insaturée,,,,,,,.

## Mécanisme réactionnel
On pense que le mécanisme de réaction implique la formation d'un énolate du côté opposé à l'halogène par rapport à la fonction cétone. Cet énolate se cyclise en un intermédiaire cyclopropanone qui est ensuite attaqué par l'hydroxyde qui joue le rôle de nucléophile.
Une autre théorie veut que la deuxième étape du mécanisme se fasse en plusieurs étapes : l'ion chlorure part tout d'abord, ce qui produit un cation oxyallyl zwitterionique avant la fermeture du cycle qui produit la cyclopropanone.   
Lorsque la formation de l'énolate est impossible, le réarrangement de Favorskii se produit par un mécanisme alternatif. Il y a alors addition d'hydroxyde sur la cétone, suivi d'un effondrement concerté de l'intermédiaire tétraédrique et d'une migration du carbone voisin avec déplacement de l'halogénure.  On appelle cet autre mécanisme « réarrangement pseudo-Favorskii », bien qu'avant que le mécanisme ait été découvert, on pensait que tous les types de réarrangements de Favorskii avaient eu lieu par cet autre mécanisme. 

Une animation du mécanisme de réaction

## Dégradation de Wallach
Dans la dégradation de Wallach (Otto Wallach, 1918), on part d'une molécule avec deux atomes d'halogène en alpha de la cétone de part et d'autre, ce qui entraîne la formation d'une nouvelle cétone après oxydation et décarboxylation,. 

## Réaction Photo-Favorskii
Le réarrangement de Favorskii existe également sous la forme d'une réaction photochimique. La réaction photo-Favorskii a été utilisée dans le déverrouillage photochimique de certains phosphates (par exemple ceux de l'ATP) protégés par des groupes dits p-hydroxyphénacyles. La déprotection passe par un diradical triplet (3) et un intermédiaire dione spiro (4), bien que ce dernier n'ait jusqu’à présent pas encore été détecté. 